# Поморник фолклендський
Поморник фолклендський (Stercorarius antarcticus) — вид морських птахів родини поморникових (Stercorariidae).

## Поширення та чисельність
Птах гніздиться на Антарктичному півострові та субантарктичних островах. На зимівлю мігрує на північ. Найпівнічніше блукаючі особини цього виду спостерігалися в Бразилії, Анголі, Ірані, Омані та Індії.
За оцінками 1996 року, налічувалося 13-14 тис. гніздових пар. Загальна чисельність виду оцінювалася у 28-42 тис. птахів.

## Підвиди
Виділяють три підвиди:
- S. a. antarcticus (Lesson, 1831) — гніздиться на Фолклендських острова та Антарктичному півострові.
- S. a. hamiltoni (Hagen, 1952) — гніздиться на субантарктичних островах Атлантичного океану.
- S. a. lonnbergi — (Mathews, 1912) — гніздиться на субантарктичних острова Індійського океану.

## Опис
Великий птах завдовжки 52–64 см і вагою 1,2–2,2 кг; розмах крил — 90–120 см. Оперення повністю сіро-коричневе (залежно від підвиду інтенсивність забарвлення може змінюватися), за винятком білої ділянки на махових перах крил.

## Спосіб життя
Морські хижаки. Полюють на рибу у морі, збирають на березі морських тварин, яких викинуло хвилями, тощо. Для виду характерний клептопаразитизм — вони крадуть здобич в інших птахів. Живляться також падаллю, нападають на хворих птахів, грабують гнізда інших птахів, забираючи яйця та пташенят.
Гніздяться на землі, поодинці або невеликими колоніями, неподалік колоній інших морських птахів. Утворює моногамні пари. У кладці 1-2 яйця, але найчастіше виживає лише перше пташеня, тоді як друге досягає зрілості у 43 % випадків.